# Ataco
Ataco là một khu tự quản thuộc tỉnh Tolima, Colombia. Thủ phủ của khu tự quản Ataco đóng tại Ataco Khu tự quản Ataco có diện tích 1122 ki lô mét vuông. Đến thời điểm ngày 28 tháng 5 năm 2005, khu tự quản Ataco có dân số 20060 người.